# Atletica leggera ai VII Giochi della Francofonia
Le competizioni di atletica leggera dei VII Giochi della Francofonia si sono svolte dal 10 al 14 settembre 2013 allo Stadio Charles Ehrmann di Nizza, in Francia.

## Delegazioni partecipanti
- Armenia (4)
- Benin (3)
- Burkina Faso (9)
- Burundi (4)
- Cambogia (1)
- Camerun (10)
- Canada (58)
- Capo Verde (4)
- Ciad (4)
- Cipro (2)
- Comore (2)
- Rep. del Congo (3)
- RD del Congo (1)
- Costa d'Avorio (7)
- Francia (63)
- Gabon (2)
- Gibuti (3)
- Guinea (1)
- Guinea Equatoriale (4)
- Haiti (1)
- Libano (4)
- Lussemburgo (13)
- Madagascar (2)
- Mali (4)
- Marocco (23)
- Mauritius (13)
- Montenegro (1)
- Nuovo Brunswick (8)
- Niger (4)
- Polonia (22)
- Qatar (10)
- Québec (10)
- Romania (17)
- Ruanda (2)
- Saint Lucia (1)
- Senegal (10)
- Seychelles (3)
- Slovenia (4)
- Svizzera (23)
- Tunisia (11)
- Vallonia (20)
- Vietnam (11)

## Podi

### Uomini
| Specialità                        | Oro                                                                           | Prestazione | Argento                                                            | Prestazione | Bronzo                                                                      | Prestazione     |
| Corse piane                       |                                                                               |             |                                                                    |             |                                                                             |                 |
| 100 m piani (dettagli)            | Emmanuel Biron                                                                | 10"41       | Dontae Richards-Kwok                                               | 10"46       | Samuel Francis                                                              | 10"53           |
| 200 m piani (dettagli)            | Oluwasegun Makinde                                                            | 20"80       | Idrissa Adam                                                       | 21"21       | Jonathan Permal                                                             | 21"35           |
| 400 m piani (dettagli)            | Antoine Gillet                                                                | 46"64       | Toumany Coulibaly                                                  | 46"87       | Non attribuita.                                                             | Non attribuita. |
| 400 m piani (dettagli)            | Antoine Gillet                                                                | 46"64       | Angel Chelala                                                      | 46"87       | Non attribuita.                                                             | Non attribuita. |
| 800 m piani (dettagli)            | Musaab Bala                                                                   | 1'46"57     | Samir Jamaa                                                        | 1'47"50     | Nader Belhanbel                                                             | 1'47"72         |
| 1500 m piani (dettagli)           | Ayanleh Souleiman                                                             | 3'57"35     | Krzysztof Żebrowski                                                | 3'57"58     | Fouad Elkaam                                                                | 3'57"91         |
| 5000 m piani (dettagli)           | Othmane El Goumri                                                             | 13'48"76    | Younès Essalhi                                                     | 13'49"36    | Youssouf Hiss Bachir                                                        | 13'50"61        |
| 10000 m piani (dettagli)          | Hicham Bellani                                                                | 28'49"09    | Olivier Irabaruta                                                  | 28'53"34    | Mustapha El Aziz                                                            | 29'05"05        |
| Corse a ostacoli                  |                                                                               |             |                                                                    |             |                                                                             |                 |
| 110 m ostacoli (dettagli)         | Sékou Kaba                                                                    | 13"84       | Ladji Doucouré                                                     | 13"95       | Ingvar Moseley                                                              | 14"02           |
| 400 m ostacoli (dettagli)         | Mamadou Kassé Hann                                                            | 49"48       | Yoann Décimus                                                      | 50"05       | Mohamed Seghaier                                                            | 50"46           |
| 3000 m siepi (dettagli)           | Hamid Ezzine                                                                  | 8'43"41     | Yoann Kowal                                                        | 8'43"79     | Maaz Abdelrahman Shagag                                                     | 8'45"16         |
| Prove su strada                   |                                                                               |             |                                                                    |             |                                                                             |                 |
| Marcia 20 km (dettagli)           | Kévin Campion                                                                 | 1 h 24'32"  | Evan Dunfee                                                        | 1 h 25'30"  | Mabrook Saleh Mohamed                                                       | 1 h 26'26"      |
| Salti                             |                                                                               |             |                                                                    |             |                                                                             |                 |
| Salto in alto (dettagli)          | Derek Drouin                                                                  | 2,30 m      | Mickaël Hanany                                                     | 2,30 m      | Non attribuita.                                                             | Non attribuita. |
| Salto in alto (dettagli)          | Derek Drouin                                                                  | 2,30 m      | Mihai Donișan                                                      | 2,30 m      | Non attribuita.                                                             | Non attribuita. |
| Salto con l'asta (dettagli)       | Valentin Lavillenie                                                           | 5,50 m      | Shawnacy Barber                                                    | 5,20 m      | Non attribuita.                                                             | Non attribuita. |
| Salto con l'asta (dettagli)       | Valentin Lavillenie                                                           | 5,50 m      | Jason Wurster                                                      | 5,20 m      | Non attribuita.                                                             | Non attribuita. |
| Salto in lungo (dettagli)         | Adrian Strzałkowski                                                           | 7,99 m      | Kafétien Gomis                                                     | 7,81 m      | Adrian Vasile                                                               | 7,78 m          |
| Salto triplo (dettagli)           | Yoann Rapinier                                                                | 17,11 m     | Gaëtan Saku Bafuanga Baya                                          | 16,93 m     | Tarik Bouguetaïb                                                            | 16,66 m         |
| Lanci                             |                                                                               |             |                                                                    |             |                                                                             |                 |
| Getto del peso (dettagli)         | Tomasz Majewski                                                               | 20,18 m     | Gaëtan Bucki                                                       | 19,33 m     | Timothy Nedow                                                               | 19,09 m         |
| Lancio del disco (dettagli)       | Sergiu Ursu                                                                   | 62,87 m     | Rashid Shafi Al-Dosari                                             | 59,06 m     | Ahmed Dheeb                                                                 | 58,65 m         |
| Lancio del martello (dettagli)    | Paweł Fajdek                                                                  | 78,28 m     | Quentin Bigot                                                      | 74,60 m     | Ashraf Amgad Elseify                                                        | 72,88 m         |
| Lancio del giavellotto (dettagli) | Łukasz Grzeszczuk                                                             | 78,62 m     | Curtis Moss                                                        | 76,04 m     | Killian Durechou                                                            | 73,22 m         |
| Prove multiple                    |                                                                               |             |                                                                    |             |                                                                             |                 |
| Decathlon (dettagli)              | Bastien Auzeil                                                                | 7 739 p.    | Darko Pešić                                                        | 7 639 p.    | Guillaume Thierry                                                           | 7 511 p.        |
| Staffette                         |                                                                               |             |                                                                    |             |                                                                             |                 |
| Staffetta 4×100 m (dettagli)      | Canada Aaron Bowman Oluwasegun Makinde Dontae Richards-Kwok Jared Connaughton | 39"14       | Francia Mickaël-Meba Zézé David Alerte Arnaud Rémy Emmanuel Biron  | 39"36       | Vallonia Damien Broothaerts Kévin Borlée Jonathan Borlée Julien Watrin      | 39"58           |
| Staffetta 4×400 m (dettagli)      | Francia Toumany Coulibaly Mamoudou Hanne Yoann Décimus Angel Chelala          | 3'05"22     | Vallonia Robin Vanderbemden Antoine Gillet Dylan Borlée Will Oyowe | 3'06"24     | Svizzera Silvan Lutz Kariem Hussein Daniele Angelella Philipp Weissenberger | 3'07"21         |

### Donne
| Specialità                        | Oro                                                                      | Prestazione | Argento                                                           | Prestazione | Bronzo                                                             | Prestazione |
| Corse piane                       |                                                                          |             |                                                                   |             |                                                                    |             |
| 100 m piani (dettagli)            | Ayodelé Ikuesan                                                          | 11"72       | Andreea Ogrăzeanu                                                 | 11"72       | Shai-Anne Davis                                                    | 11"80       |
| 200 m piani (dettagli)            | Crystal Emmanuel                                                         | 23"63       | Léa Sprunger                                                      | 23"83       | Cynthia Bolingo Mbongo                                             | 24"08       |
| 400 m piani (dettagli)            | Floria Guei                                                              | 52"31       | Marie Gayot                                                       | 52"33       | Bianca Răzor                                                       | 52"69       |
| 800 m piani (dettagli)            | Elena Mirela Lavric                                                      | 2'02"27     | Malika Akkaoui                                                    | 2'02"61     | Melissa Bishop                                                     | 2'03"44     |
| 1500 m piani (dettagli)           | Rababe Arafi                                                             | 4'18"70     | Siham Hilali                                                      | 4'18"89     | Angelika Cichocka                                                  | 4'19"37     |
| 10000 m piani (dettagli)          | Diane Nukuri                                                             | 32'29"14    | Khadija Sammah                                                    | 32'38"42    | Claudette Mukasakindi                                              | 33'20"87    |
| Corse a ostacoli                  |                                                                          |             |                                                                   |             |                                                                    |             |
| 100 m ostacoli (dettagli)         | Anne Zagré                                                               | 13"41       | Gnima Faye                                                        | 13"47       | Clélia Reuse                                                       | 13"57       |
| 400 m ostacoli (dettagli)         | Hayat Lambarki                                                           | 57"22       | Noelle Montcalm                                                   | 57"62       | Mame Fatou Faye                                                    | 57"66       |
| 3000 m siepi (dettagli)           | Ancuța Bobocel                                                           | 9'46"82     | Salima El Ouali Alami                                             | 9'48"53     | Geneviève Lalonde                                                  | 9'53"35     |
| Prove su strada                   |                                                                          |             |                                                                   |             |                                                                    |             |
| Marcia 20 km (dettagli)           | Laure Polli                                                              | 1h37'23"    | Inès Pastorino                                                    | 1h39'14"    | Corinne Baudoin                                                    | 1h40'39"    |
| Salti                             |                                                                          |             |                                                                   |             |                                                                    |             |
| Salto in alto (dettagli)          | Melanie Skotnik                                                          | 1,90 m      | Justyna Kasprzycka                                                | 1,88 m      | Michelle Theophille                                                | 1,86 m      |
| Salto con l'asta (dettagli)       | Marion Lotout                                                            | 4,40 m      | Fanny Smets                                                       | 4,40 m =    | Heather Hamilton                                                   | 4,10 m      |
| Salto con l'asta (dettagli)       | Marion Lotout                                                            | 4,40 m      | Fanny Smets                                                       | 4,40 m =    | Syrine Balti                                                       | 4,10 m      |
| Salto in lungo (dettagli)         | Anna Jagaciak                                                            | 6,68 m      | Teresa Dobija                                                     | 6,66 m      | Christabel Nettey                                                  | 6,63 m      |
| Salto triplo (dettagli)           | Anna Jagaciak                                                            | 13,92 m     | Carmen Toma                                                       | 13,92 m     | Sandrine Mbumi                                                     | 13,44 m     |
| Lanci                             |                                                                          |             |                                                                   |             |                                                                    |             |
| Getto del peso (dettagli)         | Anca Heltne                                                              | 17,14 m     | Fabienne Digard                                                   | 15,32 m     | Auriol Dongmo                                                      | 15,30 m     |
| Lancio del disco (dettagli)       | Kazai Suzanne Kragbé                                                     | 55,58 m     | Lucie Catouillart                                                 | 53,12 m     | Pauline Pousse                                                     | 53,07 m     |
| Lancio del martello (dettagli)    | Anita Włodarczyk                                                         | 75,62 m     | Bianca Perie                                                      | 70,41 m     | Alexandra Tavernier                                                | 69,95 m     |
| Lancio del giavellotto (dettagli) | Krista Woodward                                                          | 52,82 m     | Alexia Kogut Kubiak                                               | 51,35 m     | Selma Rosun                                                        | 49,36 m     |
| Prove multiple                    |                                                                          |             |                                                                   |             |                                                                    |             |
| Eptathlon (dettagli)              | Laura Arteil                                                             | 5 534 p.    | Madelaine Buttinger                                               | 5 177 p.    | Nada Charoudi                                                      | 4 966 p.    |
| Staffette                         |                                                                          |             |                                                                   |             |                                                                    |             |
| Staffetta 4×100 m (dettagli)      | Vallonia Laura Leprince Laetita Libert Cynthia Bolingo Mbongo Anne Zagré | 44"70       | Svizzera Clélia Reuse Sarah Atcho Marisa Lavanchy Léa Sprunger    | 45"01       | Francia Aisseta Diawara Carima Louami Émilie Gaydu Ayodelé Ikuesan | 45"03       |
| Staffetta 4×400 m (dettagli)      | Romania Sanda Belgyan Elena Mirela Lavric Adelina Pastor Bianca Răzor    | 3'29"81     | Canada Adrienne Power Melissa Bishop Noelle Montcalm Alicia Brown | 3'34"25     | Francia Émeline Bauwe Clarisse Moh Fanny Lefèvre Floria Guei       | 3'35"20     |

## Medagliere
| Posiz. | Nazione         | Oro | Argento | Bronzo | Totale |
| ------ | --------------- | --- | ------- | ------ | ------ |
| 1      | Francia         | 11  | 15      | 7      | 33     |
| 2      | Polonia         | 7   | 3       | 1      | 11     |
| 3      | Canada          | 6   | 8       | 7      | 21     |
| 4      | Marocco         | 5   | 6       | 4      | 15     |
| 5      | Romania         | 5   | 4       | 2      | 11     |
| 6      | Vallonia        | 3   | 2       | 2      | 7      |
| 7      | Svizzera        | 1   | 2       | 2      | 5      |
| 8      | Qatar           | 1   | 1       | 5      | 7      |
| 9      | Senegal         | 1   | 1       | 1      | 3      |
| 10     | Burundi         | 1   | 1       | 0      | 2      |
| 11     | Gibuti          | 1   | 0       | 1      | 2      |
| 12     | Costa d'Avorio  | 1   | 0       | 0      | 1      |
| 13     | Camerun         | 0   | 1       | 2      | 3      |
| 14     | Montenegro      | 0   | 1       | 0      | 1      |
| 15     | Tunisia         | 0   | 0       | 3      | 3      |
| 15     | Mauritius       | 0   | 0       | 3      | 3      |
| 17     | Ruanda          | 0   | 0       | 1      | 1      |
| 17     | Nuovo Brunswick | 0   | 0       | 1      | 1      |